# My Bit Boy
My Bit Boy è la prima uscita discografica degli Afterhours; nello specifico trattasi di un EP sotto forma di disco in vinile a 45 giri. Il disco contiene due brani ed è cantato in lingua inglese.
Il disco fa emergere con chiarezza le influenze di band come Velvet Underground e Television, e di cantanti come Bruce Springsteen.
Prodotto da Giulio Tedeschi per Toast Records.

## Tracce
1. My Bit Boy – 2:27
2. To Win or to Destroy – 3:00

## Formazione
- Manuel Agnelli - voce, chitarra e tastiera
- Paolo Cantù - chitarra
- Lorenzo Olgiati - basso
- Alessandro Pelizzari - batteria